# Jahndenkmal (Berlin)

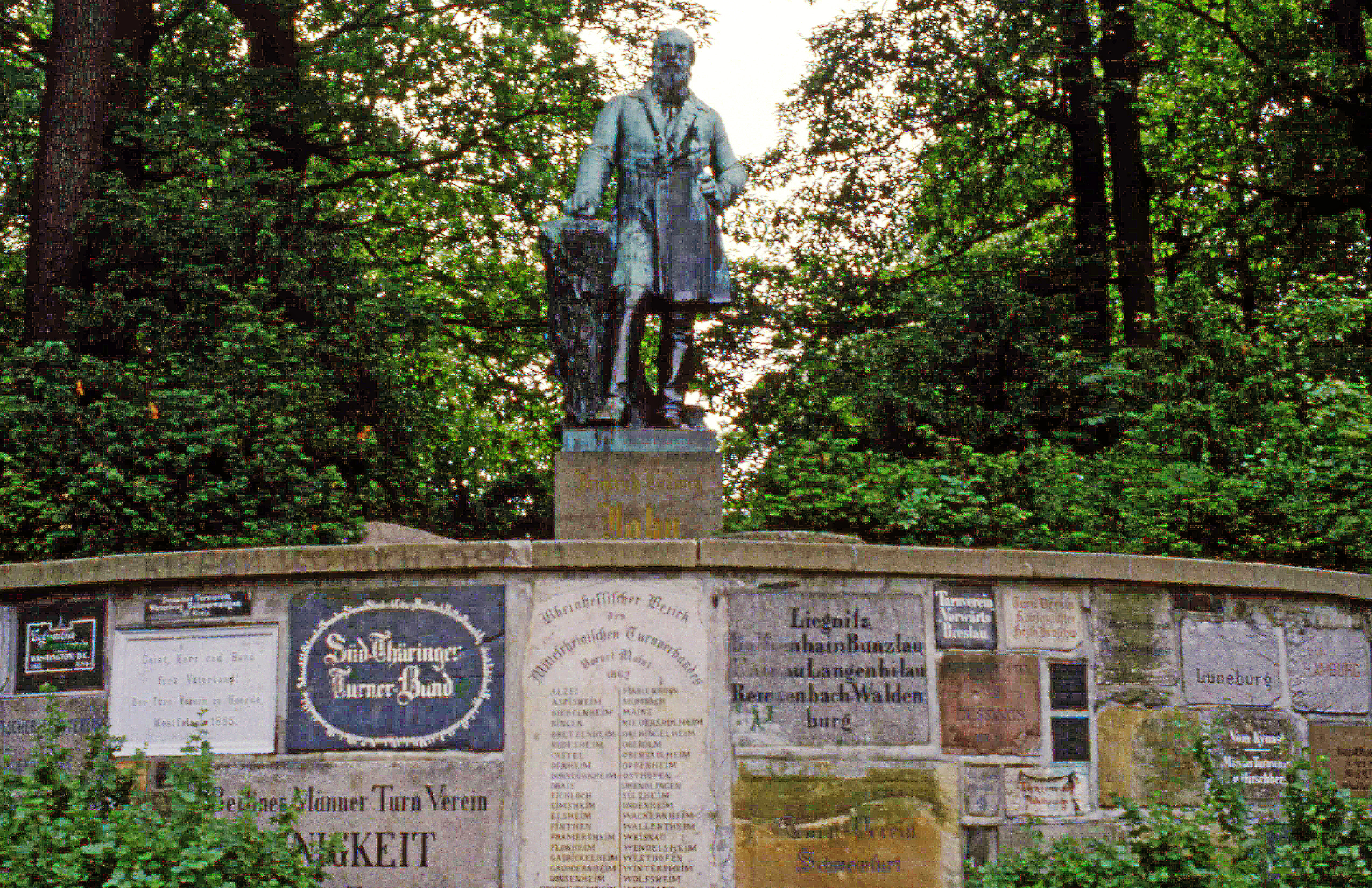
Das Jahndenkmal, 1983

Das Jahndenkmal im heutigen Berliner Ortsteil Neukölln (seinerzeit Rixdorf) ist ein Denkmal zu Ehren des „Turnvaters“ Friedrich Ludwig Jahn im Volkspark Hasenheide. Es erinnert gleichzeitig an den ersten Turnplatz in Deutschland, den Jahn am 19. Juni 1811 auf der Hasenheide eröffnete.

## Geschichte
Die Grundsteinlegung zur Errichtung eines Jahndenkmals fand während des zweiten Deutschen Turnfestes am 10. August 1861 in der Hasenheide statt. Bereits 1857 hatten die Berliner Turnvereine „Gut Heil“ und der Eiselenschen Turnverein zur Schaffung eines Denkmals aufgerufen, woraufhin der Berliner Turnrath zwei Jahre später einen Denkmalsausschuss unter Leitung von General Ernst von Pfuel gegründet hatte. Im Jahr 1866 wurde für die Auswahl des besten Denkmalsentwurfes ein Wettbewerb durchgeführt. Sieger war der damals noch unbekannte Erdmann Encke. Sein Entwurf wurde ausgeführt, wobei das von Georg Engelbach im Jahre 1846 geschaffene Bildnis als Vorlage für Jahns Kopf diente. Die Bronzegießerei von Hermann Gladenbeck übernahm die Herstellung. Am 10. August 1872 wurde das Denkmal von der Deutschen Turnerschaft eingeweiht. „Die Besonderheit dieses Gedenkens besteht zum einen darin, dass hauptsächlich die Turner selbst die Kosten trugen und der Magistrat von Berlin sich nur mit einem äußerst geringen Beitrag beteiligte. Zum anderen wurden von Turnvereinen aus aller Welt 139 unterschiedlich große Steine mit und ohne Inschriften aus dem Inland und Ausland nach Berlin gesandt.“ Diese Steine wurden zum Unterbau des Denkmals verwendet. Die Figur selbst ist aus Bronze und stand ursprünglich etwa hundert Meter nördlich des heutigen Standortes. Für die Olympiade 1936 wurde das Denkmal an seinen heutigen Platz auf einer kleinen Anhöhe im Volkspark Hasenheide versetzt und auch der ungeordnet anmutende Sockel neu gestaltet.
Zur Erinnerung an die Einrichtung des Turnplatzes vor 200 Jahren gab die Deutsche Post AG am 9. Juni 2011 eine Sonderbriefmarke heraus. Die Marke zeigt eine historische Darstellung des Turnplatzes.

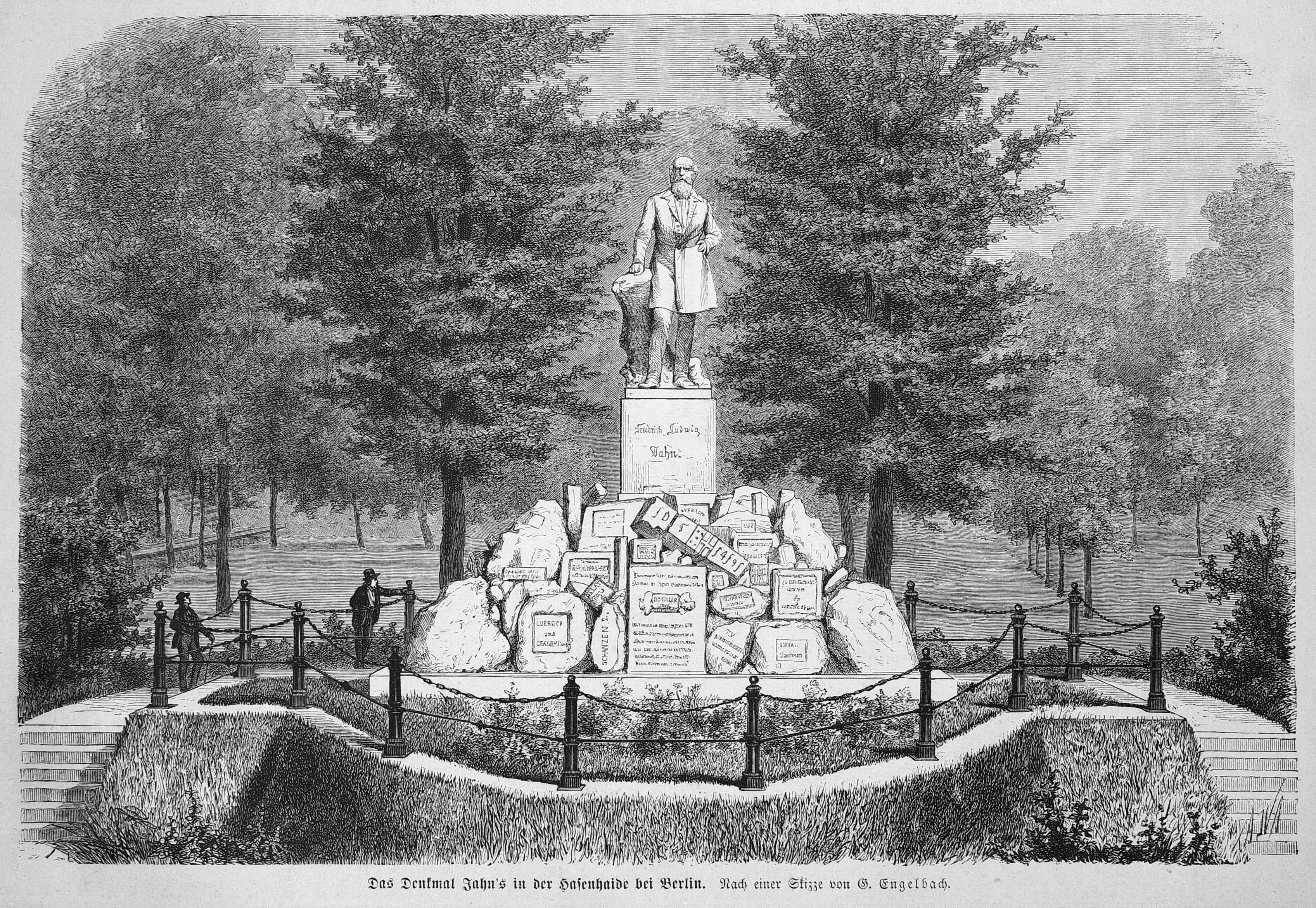
Jahndenkmal in Die Gartenlaube, 1872
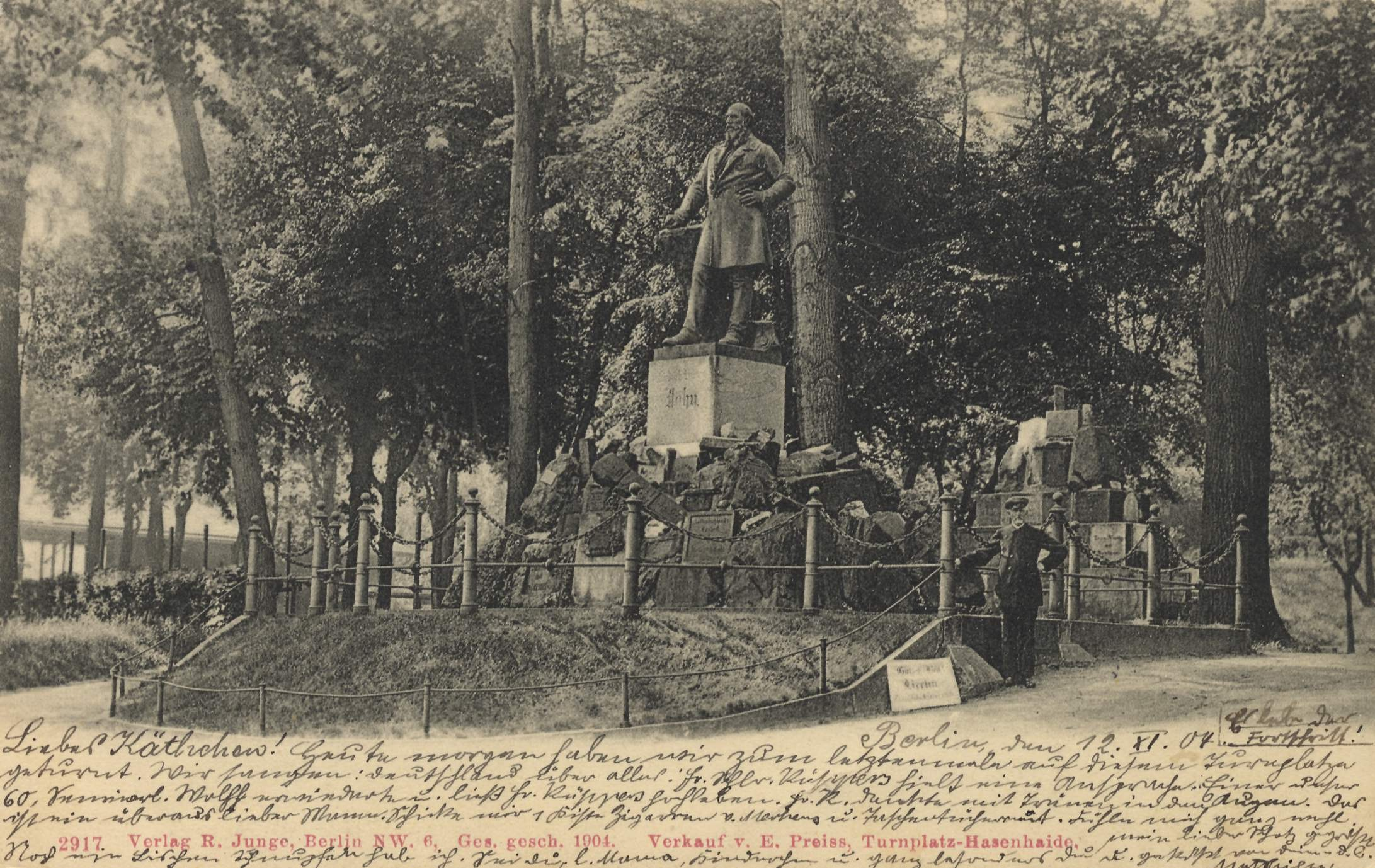
Jahndenkmal auf einer Ansichtskarte, 1904
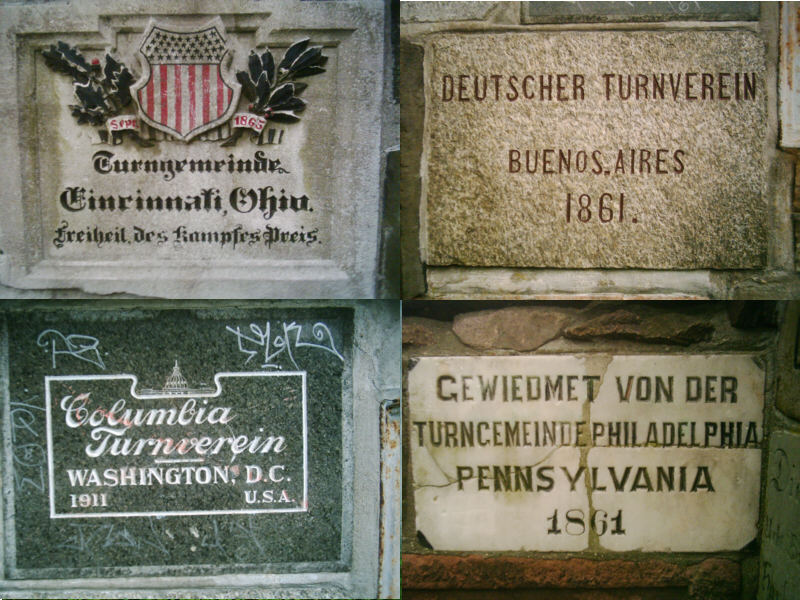
Widmungen am Jahndenkmal
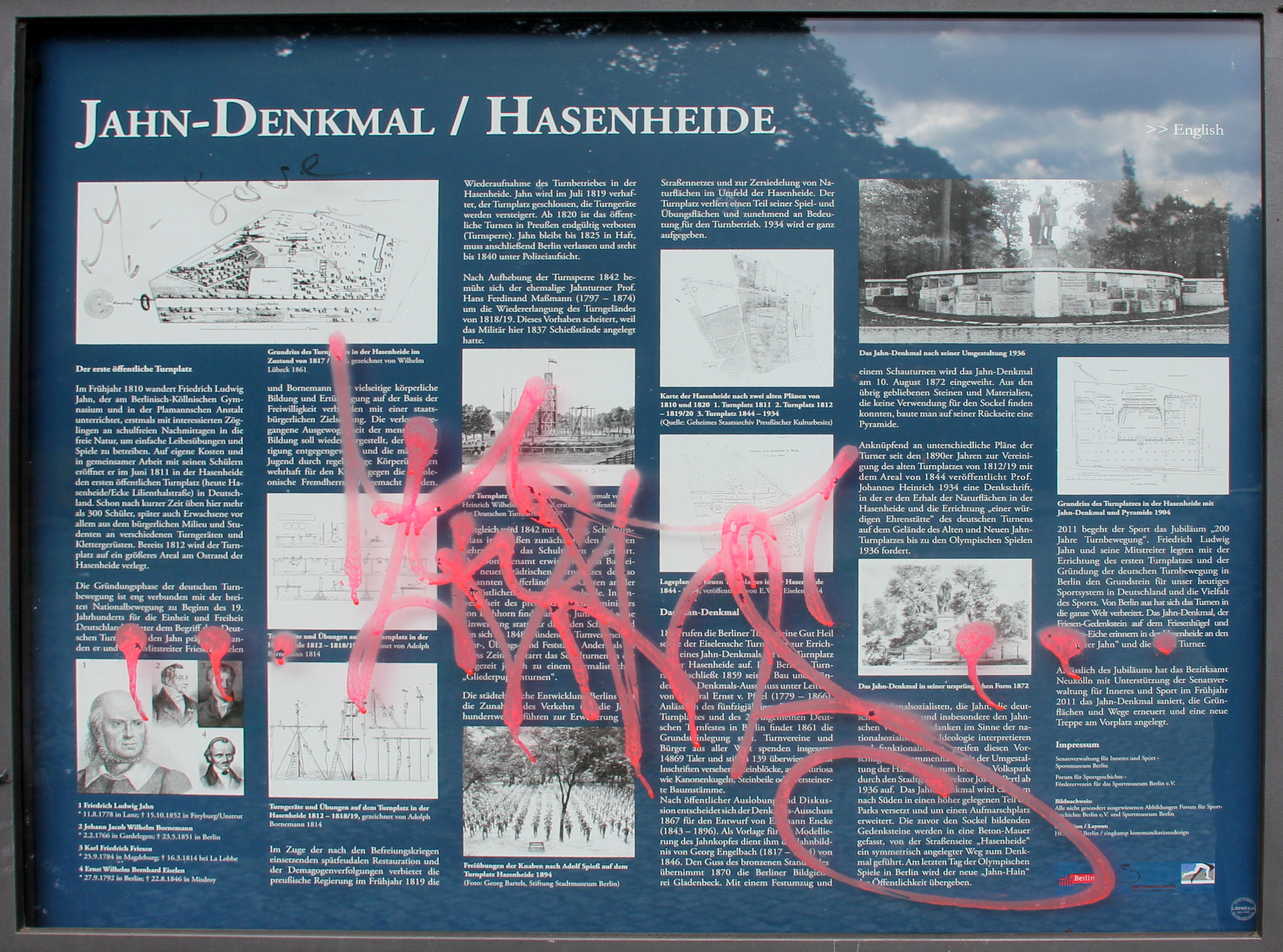
Jahn-Denkmal / Hasenheide